# Elección complementaria de Chile de 1959
El 11 de enero de 1959 se realizó una elección parlamentaria complementaria para llenar la vacancia de un senador por la provincia de Santiago, luego de que el escaño ocupado por Jorge Alessandri quedara vacante al ser elegido presidente de la República. La elección extraordinaria fue convocada mediante un decreto promulgado el 2 de diciembre de 1958.

## Candidatos
El Partido Conservador Unido (PCU) había presentado como precandidato el 2 de diciembre de 1958 al diputado Jaime Egaña Baraona, sin embargo se desistió de postular. La Alianza de Partidos y Fuerzas Populares —compuesta por los partidos Agrario Nacional, Radical Doctrinario, Republicano, Social Cristiano, Movimiento Nacional del Pueblo, Democrático, Unión Nacional Laborista y Acción Popular Independiente— había apoyado la precandidatura del diputado Humberto Pinto Díaz, que finalmente no prosperó.
El Frente de Acción Popular (FRAP) planteó inicialmente las candidaturas de Clotario Blest, Guillermo del Pedregal y Francisco Cuevas Mackenna. En la madrugada del 17 de diciembre se acordó postular a Humberto Mewes Bruna como candidato a senador, siendo inscrito en la Dirección del Registro Electoral el 20 de diciembre.
Los partidos del denominado «bloque parlamentario de centro» tenían a mediados de diciembre de 1958 una lista de catorce precandidatos:
- Partido Radical (PR): Humberto Enríquez, Jacobo Schaulsohn, Juvenal Hernández, Raúl Rettig y Pedro Enrique Alfonso.
- Partido Demócrata Cristiano (PDC): Bernardo Leighton.
- Partido Nacional Popular (PANAPO): Rafael de la Presa, Jaime Sanfuentes, Orlando Latorre, Alejandro Hales y Julio Barrenechea
- Partido Democrático (PDo): Juan Pradenas Muñoz y Luis Minchel
- Partido Socialista Democrático (PSD): Juan Garafulic.[7]

El PR insistió con la candidatura de Raúl Rettig, mientras que el PANAPO presionó para postular a Rafael de la Presa —que también contaba con el apoyo del PDC—. El 20 de diciembre Rettig retiró su candidatura, y se produjo la ruptura del bloque de centro cuando el PR inscribió la candidatura de Roberto Wachholtz Araya el 22 de diciembre, último día del plazo legal para presentar postulaciones, mientras que Rafael de la Presa renunció a su candidatura.
El Partido Liberal (PL) nominó el 14 de diciembre de 1958 a Mariano Puga Vega como su candidato, quien aceptó la postulación recibiendo el apoyo del PCU. Fue inscrito en la Dirección del Registro Electoral el 20 de diciembre.

## Campaña
El 24 de diciembre el director del Registro Electoral, Óscar Rojas Astaburuaga, realizó el sorteo de ubicación de los candidatos en la cédula única de votación —que se utilizaba por primera vez en una elección parlamentaria—, dejando en primer lugar a Roberto Wachholtz, seguido de Humberto Mewes y Mariano Puga. Para la elección estaban habilitados para votar alrededor de 530 000 ciudadanos.
El 26 de diciembre la Alianza de Partidos y Fuerzas Populares acordó apoyar la candidatura de Wachholtz. El Partido Demócrata Cristiano acordó dar libertad de acción a sus militantes en la elección, mientras que el Partido Conservador Unido acusó que la candidatura liberal de Mariano Puga Vega encontraba poco apoyo en su colectividad, lo que llevó a que el 29 de diciembre tanto el PCU como el PL acordaran retirar su apoyo a la candidatura de Puga y entregárselo a la postulación de Wachholtz. Dado que las papeletas de voto ya habían comenzado a ser impresas, fue imposible eliminar el nombre del candidato liberal y este apareció para quienes desearan entregarle su preferencia.

## Resultados
Los resultados de la elección fueron los siguientes:
|  | 52.67 % |

|  | 44.62 % |

|  | 2.70 % |

Roberto Wachholtz juró como senador en la sesión realizada el 11 de marzo de 1959.